# Flers-sur-Noye
Flers-sur-Noye és un municipi francès situat al departament del Somme i a la regió dels Alts de França. L'any 2007 tenia 361 habitants.

## Demografia

### Població
El 2007 la població de fet de Flers-sur-Noye era de 361 persones. Hi havia 120 famílies de les quals 16 eren unipersonals (4 homes vivint sols i 12 dones vivint soles), 36 parelles sense fills, 56 parelles amb fills i 12 famílies monoparentals amb fills.
La població ha evolucionat segons el següent gràfic:
Habitants censats

### Habitatges
El 2007 hi havia 140 habitatges, 128 eren l'habitatge principal de la família, 6 eren segones residències i 6 estaven desocupats. Tots els 139 habitatges eren cases. Dels 128 habitatges principals, 113 estaven ocupats pels seus propietaris, 10 estaven llogats i ocupats pels llogaters i 5 estaven cedits a títol gratuït; 4 tenien dues cambres, 5 en tenien tres, 24 en tenien quatre i 95 en tenien cinc o més. 124 habitatges disposaven pel capbaix d'una plaça de pàrquing. A 41 habitatges hi havia un automòbil i a 76 n'hi havia dos o més.

### Piràmide de població
La piràmide de població per edats i sexe el 2009 era:
| Homes | Edats   | Dones |
| ----- | ------- | ----- |
| 0     | 95 o +  | 0     |
| 0     | 90 a 94 | 0     |
| 0     | 85 a 89 | 4     |
| 4     | 80 a 84 | 4     |
| 4     | 75 a 79 | 8     |
| 0     | 70 a 74 | 4     |
| 0     | 65 a 69 | 4     |
| 8     | 60 a 64 | 12    |
| 4     | 55 a 59 | 8     |
| 24    | 50 a 54 | 12    |
| 4     | 45 a 49 | 12    |
| 24    | 40 a 44 | 4     |
| 12    | 35 a 39 | 20    |
| 12    | 30 a 34 | 16    |
| 12    | 25 a 29 | 8     |
| 16    | 20 a 24 | 4     |
| 20    | 15 a 19 | 4     |
| 20    | 10 a 14 | 20    |
| 8     | 5 a 9   | 8     |
| 0     | 0 a 4   | 28    |

## Economia

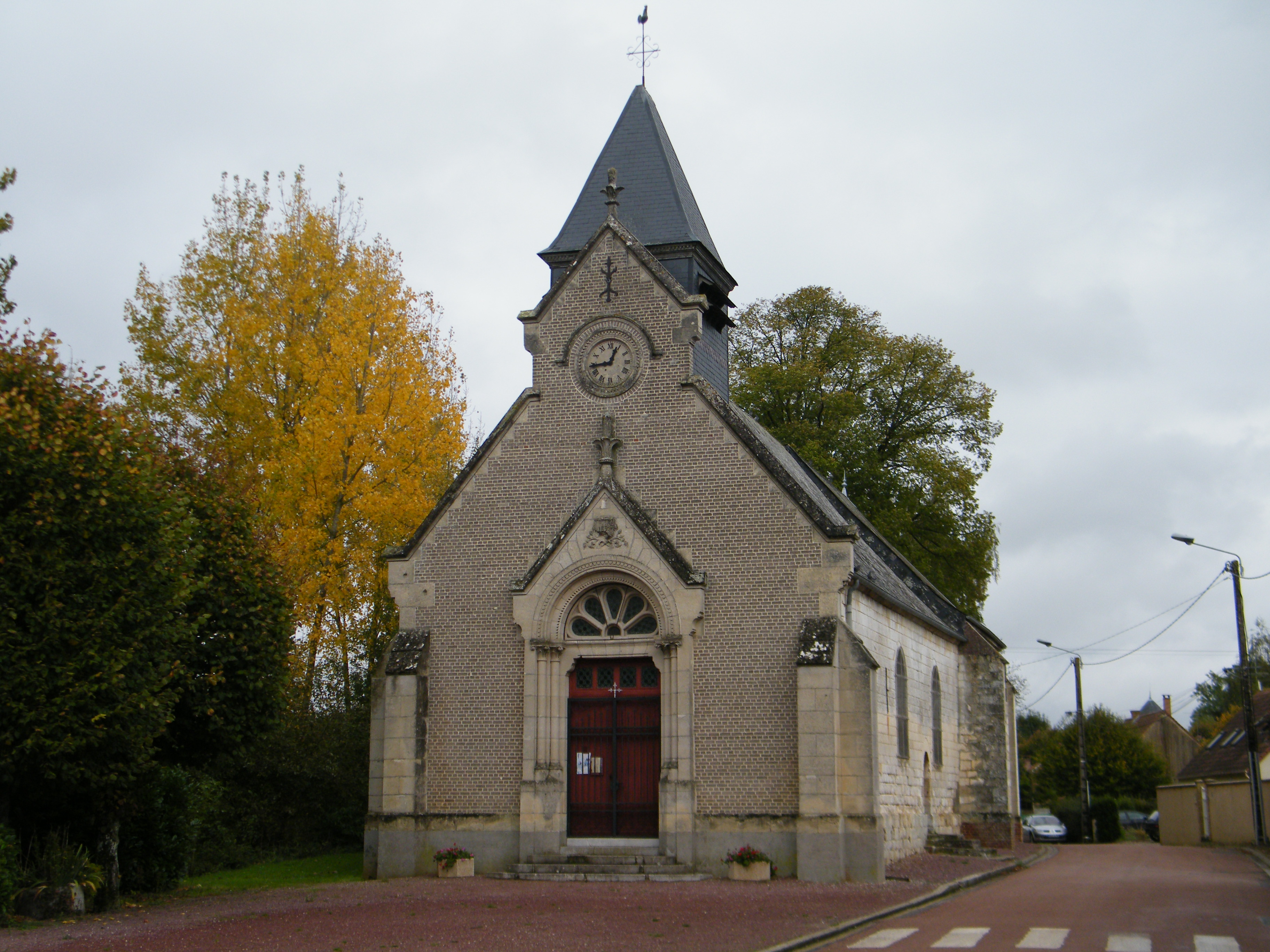

El 2007 la població en edat de treballar era de 241 persones, 183 eren actives i 58 eren inactives. De les 183 persones actives 166 estaven ocupades (92 homes i 74 dones) i 17 estaven aturades (7 homes i 10 dones). De les 58 persones inactives 16 estaven jubilades, 26 estaven estudiant i 16 estaven classificades com a «altres inactius».

### Ingressos
El 2009 a Flers-sur-Noye hi havia 134 unitats fiscals que integraven 399,5 persones, la mediana anual d'ingressos fiscals per persona era de 19.596 €.

### Activitats econòmiques
Dels 13 establiments que hi havia el 2007, 1 era d'una empresa alimentària, 1 d'una empresa de fabricació d'altres productes industrials, 3 d'empreses de construcció, 2 d'empreses de comerç i reparació d'automòbils, 2 d'empreses de transport, 2 d'empreses d'hostatgeria i restauració i 2 d'empreses de serveis.
Dels 4 establiments de servei als particulars que hi havia el 2009, 1 era una oficina de correu, 1 paleta, 1 electricista i 1 restaurant.
L'any 2000 a Flers-sur-Noye hi havia 8 explotacions agrícoles.

## Equipaments sanitaris i escolars
El 2009 hi havia una escola maternal integrada dins d'un grup escolar amb les comunes properes formant una escola dispersa.

## Poblacions més properes
El següent diagrama mostra les poblacions més properes.